# اندی گونی
اندی گونی (انگلیسی: Andy Gosney؛ زادهٔ ۸ نوامبر ۱۹۶۳) بازیکن فوتبال اهل بریتانیا است.
از باشگاه‌هایی که در آن بازی کرده‌است می‌توان به باشگاه فوتبال اکستر سیتی، باشگاه فوتبال یورک سیتی، باشگاه فوتبال پورتسموث، و باشگاه فوتبال بیرمنگام سیتی اشاره کرد.